# Jorge Tadeu Mudalen
Jorge Tadeu Mudalen (Guarulhos, 3 de janeiro de 1955) é um político brasileiro, filiado ao União Brasil (UNIÃO). De origem libanesa, exerceu sete mandatos como deputado federal por São Paulo, além de vereador na capital paulista e deputado estadual pelo mesmo estado.
Na 55ª legislatura (1 de fevereiro de 2015 - 31 de janeiro de 2019), votou a favor do Processo de impeachment de Dilma Rousseff. Já durante o Governo Michel Temer, votou a favor da PEC do Teto dos Gastos Públicos. Também votou a favor da Reforma Trabalhista de 2017 e da primeira rejeição da denúncia contra o então presidente Michel Temer, em agosto de 2017. Na sessão do dia 25 de outubro de 2017, o deputado, mais uma vez, votou contra o prosseguimento da investigação do então presidente Michel Temer, acusado pelos crimes de obstrução de Justiça e organização criminosa. O resultado da votação livrou o Michel Temer de uma investigação por parte do Supremo Tribunal Federal (STF). Além de ter se mostrado a favor de decisões controversas, o deputado também propõe aumentar a pena criminal para as mulheres que abortarem, mesmo em casos de estupro ou anencefalia.
É casado com Sandra Tadeu, vereadora na cidade de São Paulo pelo DEM, e pai de Jorge Tadeu Filho, vereador na cidade de Guarulhos.